# Maison natale de Dimitrije Davidović
La maison natale de Dimitrije Davidović (en serbe cyrillique : Кућа у којој се родио Димитрије Давидовић ; en serbe latin : Kuća u kojoj se rodio Dimitrije Davidović) est située à Belgrade, la capitale de la Serbie, dans la municipalité urbaine de Zemun. En raison de son importance architecturale et historique, cette maison, construite à la fin du XVIIIe siècle, figure sur la liste des monuments culturels de grande importance de la république de Serbie et sur la liste des biens culturels de la ville de Belgrade.

## Présentation
La maison natale de Dimitrije Davidović est située à l'angle des rues Glavna (n° 6) et Davidovićeva. Cet édifice doté d'un étage est constitué de deux ailes, avec six fenêtres donnant sur la rue Glavna et trois fenêtres sur la Davidovićeva. Elle dispose d'une cour intérieure. L'ensemble est caractéristique des demeures bâties entre le milieu du XVIIIe siècle et le milieu du XIXe siècle. Sur le plan architectural, elle est représentative de l'architecture classique.
Dimitrije Davidović, un journaliste, écrivain et homme politique serbe, y est né le 20 octobre 1789,.

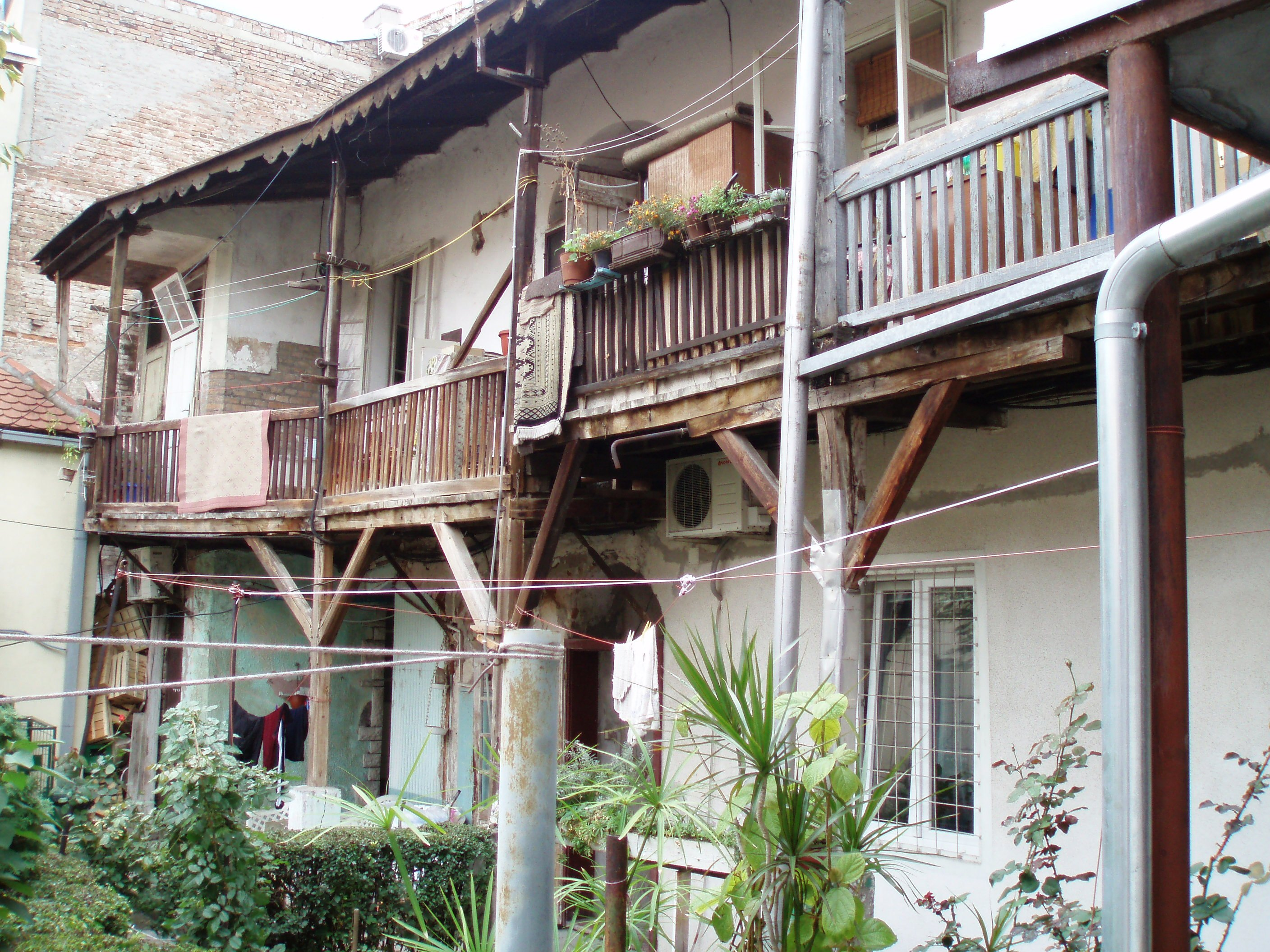
La cour intérieure de la maison